# Mark Stevens (acteur)
Pour les articles homonymes, voir Mark Stevens.
Mark Stevens (connu d'abord sous le nom de Stephen Richards) est un acteur, réalisateur, scénariste et producteur de cinéma américain, de son vrai nom Richard William Stevens, né à Cleveland (Ohio, États-Unis) le 13 décembre 1916, mort à Majores (Espagne) le 15 septembre 1994.

## Biographie
D'abord sous contrat à la Warner sous le nom de Stephen Richards, il débute au cinéma en 1943. Puis l'acteur rejoint en 1945 la Fox — adoptant au passage son nom définitif de Mark Stevens — et poursuit sa carrière sur grand écran jusqu'en 1972 (dans l'intervalle, son contrat à la Fox achevé, il est devenu un acteur indépendant) ; ses derniers films sont des productions espagnoles, ou coproductions. De plus, à partir de 1949 et jusqu'en 1987, il apparaît à la télévision, dans des séries télévisées.
Mark Stevens est aussi réalisateur de cinq films entre 1954 et 1965 (les quatre premiers sont américains ; le dernier est une coproduction germano-espagnole). Il est également acteur dans ceux-ci, scénariste de deux d'entre eux et producteur d'un. En outre, il est réalisateur de trois séries télévisées — et producteur de deux d'entre elles —, de 1954 à 1958 (voir filmographie ci-dessous).
Au théâtre, il joue dans une pièce à Broadway en 1953 (Mid-Summer de Viña Delmar, avec Geraldine Page, Edgar Stehli).
Une étoile lui est dédiée sur le Walk of Fame d'Hollywood Boulevard, au titre de sa contribution à la télévision.

## Filmographie partielle
Comme acteur, sauf mention complémentaire

### Au cinéma

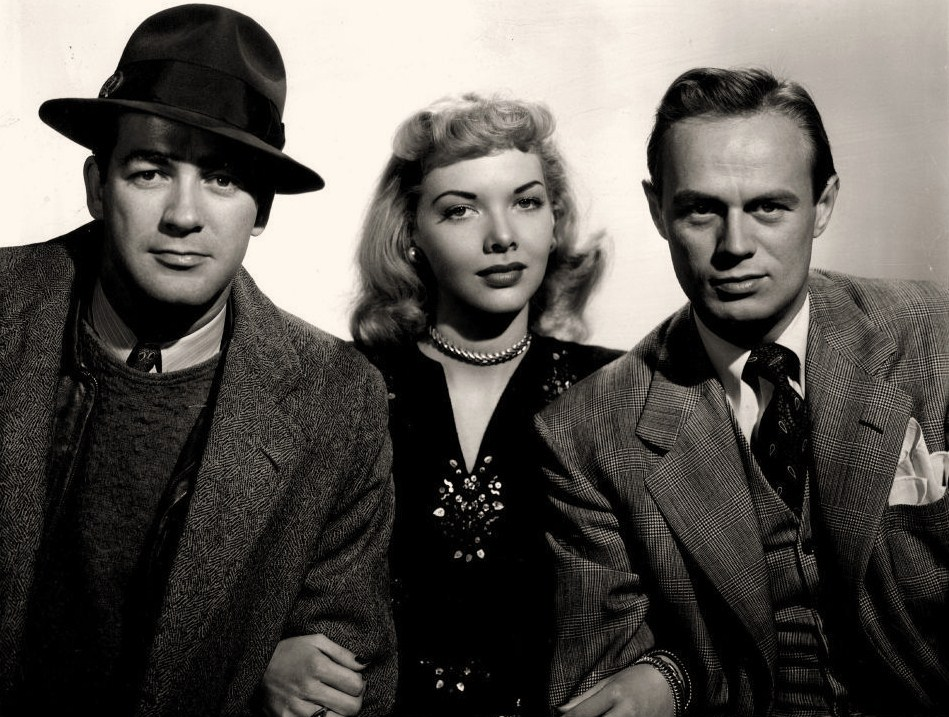
Avec Barbara Lawrence et Richard Widmark (à d.), dans La Dernière Rafale (1948)

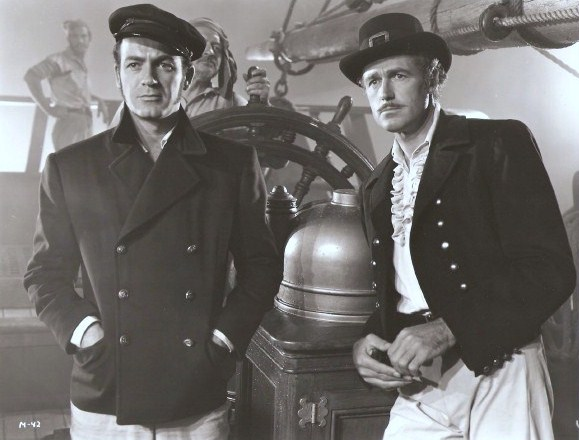
Avec Patric Knowles (à d.), dans Mutinerie à bord (1952)

- 1943 : Destination Tokyo (titre original) de Delmer Daves
- 1944 : Passage pour Marseille (Passage to Marseille) de Michael Curtiz
- 1944 : Hollywood Canteen de Delmer Daves
- 1944 : Révolte dans la vallée (Roaring Guns) de Jean Negulesco
- 1945 : Échec au crime (Within These Walls) de H. Bruce Humberstone
- 1945 : Aventures en Birmanie (Objective Burma !) de Raoul Walsh
- 1945 : Bombes sur Hong-Kong (God is my Co-Pilot) de Robert Florey
- 1945 : The Horn Blows at Midnight de Raoul Walsh
- 1945 : L'Orgueil des marines (Pride of the Marines) de Delmer Daves
- 1945 : Rhapsodie en bleu (Rhapsody in Blue) d'Irving Rapper
- 1946 : L'Impasse tragique (The Dark Corner) d'Henry Hathaway
- 1946 : From This Day Forward de John Berry
- 1947 : Embrassons-nous (I wonder who's kissing her now) de Lloyd Bacon
- 1948 : La Dernière Rafale (The Street with No Name) de William Keighley
- 1948 : La Fosse aux serpents (The Snake Pit) d'Anatole Litvak
- 1949 : Le Conquérant des plaines (en) (Sand) de Louis King
- 1949 : Toute la rue chante (Oh, You Beautiful Doll) de John M. Stahl
- 1949 : Chanson dans la nuit (Dancing in the Dark) d'Irving Reis
- 1950 : De minuit à l'aube (Between Midnight and Dawn) de Gordon Douglas
- 1950 : J'ai trois amours (Please Believe Me) de Norman Taurog
- 1951 : Reunion in Reno (en) de Kurt Neumann
- 1951 : Katie Did It de Frederick de Cordova
- 1951 : Raid secret (Target unknown) de George Sherman
- 1951 : La Danse interdite (Little Egypt) de Frederick de Cordova
- 1952 : Mutinerie à bord (Mutiny) d'Edward Dmytryk
- 1952 : Le Sillage de la mort (Torpedo Alley) de Lew Landers
- 1953 : Jack Slade, le damné (en) (Jack Slade) d'Harold D. Schuster
- 1954 : La Vengeance du balafré (Cry Vengeance)
acteur et réalisateur
- 1956 : Time Table (en)
acteur, réalisateur et producteur
- 1957 : La Sanglante Embuscade (Gunsight Ridge) de Francis D. Lyon
- 1958 : Gun Fever (en)
acteur, réalisateur et scénariste
- 1960 : September Storm (en) de Byron Haskin
- 1963 : Escape from Hell Island
acteur et réalisateur
- 1964 : Le Crash mystérieux (Fate is the Hunter) de Ralph Nelson
- 1964 : Der Fall X701 (en) (Frozen Alive) de Bernard Knowles (coproduction germano-britannique)
- 1965 : Tierra de fuego
acteur, co-réalisateur avec Jaime Jesús Balcázar et scénariste
- 1966 : Dieu est avec toi, Gringo (Vaya con dios gringo) d'Edoardo Mulargia

### À la télévision (séries)
- 1954-1956 : Big Town, 80 épisodes
réalisateur et producteur de trente-neuf épisodes
- 1957 : La Grande Caravane (Wagon Train), Saison 1, épisode 6 The Nels Stack Story de Don Weis
réalisateur de huit autres épisodes
- 1958 : Decision, épisode 13 Man on Raft
acteur, réalisateur et producteur
- 1962 : Rawhide, Saison 5, épisode 1 Incident of the Hunter
- 1974 : Kojak, Saison 1, épisode 23 The Trade-Off
- 1976 : Section 4 (S.W.A.T.), Saison 2, épisode 19 Deadly Weapons
- 1986 : Arabesque (Murder, she wrote), saison 3, épisode 9 Obitury for a Dead Anchor de Walter Grauman
- 1987 : Simon et Simon (Simon & Simon), saison 6, épisode 14 For Old Crime's Sake
- 1987 : Magnum (Magnum P.I.), Saison 7, épisode 21 Coup de théâtre (The Aunt who came to dinner) de Russ Mayberry
- 1987 : Les deux font la paire (Scarecrow and Mrs. King), saison 4, épisode 18 Le Mal pour le bien (One Flew East)